# Василиј Николајевич Штрандман
Василиј Николајевич Штрандман (1873, По — 1963, Вашингтон), је био руски дипломата и aмбасадор у Београду.Постављен je oд Омскe владe адмирала Александарa Колчакoвa 1919 гoд.
после смрти посланика Николаја Хартвига јула 1914,

## Посланик у Краљевини СХС
Пошто је влада Краљевине СХС de jure признала владу адмирала Колчака, Василиј Николајевич је 1919. године постављен за руског посланика у Београду, до марта 1924, када је Руска мисија угашена одлуком Министарства спољних послова Краљевине СХС. Уместо ње, са седиштем у истој згради на којој је и даље стајао грб Руске империје, и уз званичан пристанак Владе Краљевине СХС, основана је Канцеларија за заштиту интереса руске емиграције. Василиј Николајевич је, уз задржавање свих дипломатских привилегија, остао на њеном челу све до маја 1940, када је влада Краљевине Југославије признала СССР и са њим успоставила дипломатске односе.